# Pachygonidia subhamata
Pachygonidia subhamata är en fjärilsart som beskrevs av Walker 1856. Pachygonidia subhamata ingår i släktet Pachygonidia och familjen svärmare. Inga underarter finns listade i Catalogue of Life.